# 鈴木美緒
鈴木 美緒（すずき みお、1990年11月10日 - ）は、日本の女子ラグビーユニオン選手。YOKOHAMA TKMに所属する。

## プロフィール
- 東京都出身。
- 身長 158cm、体重 59kg
- 15人制女子日本代表に選ばれたことがある[1]。
- ポジションはセンター(CTB)、フルバック(FB)だが、セブンズではフッカー(HO)。
- ニックネームはみお。

## 来歴
2009年、日体荏原高校卒業後、日本体育大学に入学する。
2012年、日本体育大学ラグビー部女子の主将に就任した。
2013年、日本体育大学卒業後、日本体育大学の研究員になった。
2015年、YOKOHAMA TKMに加入。